# فاش میگویم و از گفته خود دلشادم
غزلی با مطلع «فاش میگویم و از گفته خود دلشادم»، غزل شماره 317 از غزلیات حافظ به تصحیح محمد علی فروغی و قاسم غنی می باشد.